# David P. Buckson
David Penrose Buckson, född 25 juli 1920 i Townsend i Delaware, död 17 januari 2017, var en amerikansk republikansk politiker. Han var Delawares viceguvernör 1957–1960 och därefter guvernör 1960–1961.
Buckson utexaminerades 1941 från University of Delaware och avlade juristexamen vid Dickinson School of Law 1949. Han tjänstgjorde i andra världskriget som major i kustartilleriet.
Buckson tillträdde 1957 som Delawares viceguvernör. Guvernör Cale Boggs avgick 1960 och efterträddes av Buckson. Han efterträddes sedan 1961 i guvernörsämbetet av Elbert N. Carvel. Buckson tjänstgjorde som Delawares justitieminister 1963–1971.